# Фиш-Лейк (тауншип, Миннесота)
Фиш-Лейк (англ. Fish Lake) — тауншип в округе Шисаго, Миннесота, США. На 2000 год его население составило 1723 человека.

## История
Тауншип Фиш-Лейк был основан в 1868 году. Он получил своё название от озера Фиш-Лейк в округе Шисаго штата  Миннесота.

## География
По данным Бюро переписи населения США площадь тауншипа составляет 89,8 км², из которых 83,8 км² занимает суша, а 6,0 км² — вода (6,69 %).

## Демография
По данным переписи населения 2000 года здесь находились 1723 человека, 617 домохозяйств и 470 семей. Плотность населения — 20,6 чел./км². На территории тауншипа расположено 746 построек со средней плотностью 8,9 построек на один квадратный километр. Расовый состав населения: 98,67 % белых, 0,17 % афроамериканцев, 0,41 % коренных американцев, 0,17 % азиатов, 0,06 % — других рас США и 0,52 % приходится на две или более других рас. Испанцы или латиноамериканцы любой расы составляли 0,64 % от популяции тауншипа.
Из 617 домохозяйств в 33,9 % воспитывались дети до 18 лет, в 68,2 % проживали супружеские пары, в 3,7 % проживали незамужние женщины и в 23,8 % домохозяйств проживали несемейные люди. 16,0 % домохозяйств состояли из одного человека, при том 5,0 % из — одиноких пожилых людей старше 65 лет. Средний размер домохозяйства — 2,79, а семьи — 3,16 человека.
28,2 % населения — младше 18 лет, 5,2 % — в возрасте от 18 до 24 лет, 30,9 % — от 25 до 44, 25,2 % — от 45 до 64, и 10,5 % — старше 65 лет. Средний возраст — 37 лет. На каждые 100 женщин приходилось 106,8 мужчин. На каждые 100 женщин старше 18 приходилось 108,6 мужчин.
Средний годовой доход домохозяйства составлял 54 297 долларов, а средний годовой доход семьи — 60 648 долларов. Средний доход мужчин — 39 148 долларов, в то время как у женщин — 29 091. Доход на душу населения составил 22 051 доллар. За чертой бедности находились 3,6 % семей и 4,1 % всего населения тауншипа, из которых 1,7 % младше 18 и 5,7 % старше 65 лет.